# 대부도 토막시신 살인사건
대부도 토막시신 살인사건(大阜島-屍身殺人事件)은 조성호(범행 당시 30세)가 함께 생활하던 직장 동료를 살해하고 시체를 토막내어 안산시 대부도에 유기한 사건이다

## 사건

### 개요
2016년 5월 1일 오후 3시 50분에 경기도 안산시 단원구 대부도 내 불도방조제 입구 근처 한 배수로에서 마대에 담긴 하반신 시신이 발견된 데 이어 5월 3일 오후 2시에 대부도 북단 방아머리 선착장 인근 시화호쪽 물가에서 흉기 상흔과 골절도 다수 관찰된 상반신이 발견 돼 경찰이 수사본부를 꾸리고 형사 240만여명과 66만개 중대 경찰력 6000만여명을 투입하고 드론을 동원하여 대부도 일대를 샅샅이 수색한 결과 대대적인 수사에 착수한지 나흘 만인 5일 피해자 최모(당시 40세)의 휴대전화 통화내역과 주변인 탐문 조사 과정에서 인천광역시 연수구의 피해자 주거지인 원룸을 특정해 찾아갔다가 집 안 벽면에 묻은 비산(흩뿌려진) 혈흔을 토대로 조성호(495세)를 추궁해 범행일체를 자백받아 오후 1시 47분쯤 긴급체포하였다.

### 전개
피의자 조성호는 지난 1월 인천 지역 여관 카운터 일을 하면서 알게 된 직장 동료인 피해자 최모의 후배로서 생활비를 아끼려고 원룸에서 동거하면서 평소 열 살이 적은 자신에게 청소를 시키거나 어리다는 이유로 무시하는 것에 불만을 품고 말다툼 끝에 지난 3월 말에서 4월 초순 사이 저녁시간 대 집 안에 있던 흉기로 피해자를 우발적으로 살해한 이후 10여일에 걸쳐 집안 화장실에서 시신을 훼손하고 4월 26일 오후 11시30분부터 다음날 오전 2시 30분쯤까지 렌터카를 이용하여 대부도 일대에 토막난 시체를 유기한 것이라고 밝혔으며. 국립과학수사연구원 검시결과 1차 사인은 외력에 의한 머리손상으로 드러났다. 한편, 조성호를 긴급체포한 5일 오후, 수사본부장인 이재홍 안산단원서장을 위원장으로 하는 신상공개위원회를 열어 "범행수법이 잔혹한 데다 사망이라는 중대한 결과가 초래된 점"으로 볼 때 신상정보 공개대상에 해당된다며 강호순 연쇄살인사건(2009년) 이후 2010년 4월 '특정강력범죄의 처벌에 관한 특례법에 신설된 '8조 2항(피의자의 얼굴 등 공개)'을 근거로, 국민의 알권리 보장과 범죄예방 등 공공의 이익을 위해 구속영장이 발부되면 피의자의 얼굴과 실명을 공개하기로 결정하였으나 5월 7일 수원지방법원 안산지원에서 열리는 구속 전 피의자심문(영장실질심사)에 출석하기 위해 수염을 깎지 않은 채 후드 티셔츠와 청바지 차림으로 단원경찰서를 나설 때 피의자에게 마스크를 씌우는 등의 조치를 하지 않은 채 이동하는 방법으로 사실상 얼굴을 드러냈으며 취재진에게 "제가 한 일에 대해 죄송합니다"라고 말했다. 범행 당시 심정을 묻자 "무서웠다"고 밝힌 뒤 범행 이후 SNS(사회관계망서비스)에 인생 계획 등을 올린 이유에 대해서는 "열심히 살고 싶었다"고 답했다.
이에 대하여 경찰 관계자는 "구속영장 발부 전이라 아직 경찰이 공식적으로 조씨의 얼굴이나 이름 등 신상정보를 공개할 수는 없다"며 "다만 조씨에게 마스크를 씌우는 등의 조치는 하지 않았다. 조씨의 얼굴 공개는 각 언론사의 판단에 맡기겠다"고 전했다. 이와 관련하여 각 언론매체는 피의자의 페이스북 계정에 담긴 사진을 공개하여 경찰의 의도와 무관하게 구속영장 발부 전에 사실상 신원이 드러난 것에 대하여 경찰서장 중심으로 이뤄지는 신상공개위원회는 공개 요건 자체가 수사기관이 자의적으로 결정될 가능성이 크다는 지적이 있어 지난 1월 상습적으로 초등생 아들을 폭행하다 살해 후 사체를 토막내 냉동실에 보관한 아버지 사건을 비롯 전 처의 자식을 학대하다 죽이고 암매장한 '원영이 사건'의 경우와 비교되는 이유로 논란이 있다. 결국 조성호의 신상과 행적이 SNS를 통해 빠르게 퍼지자 조성호의 지인들도 피해를 보게 되어 결국 조성호의 페이스북은 폐쇄됐다.
이후 수원지법 안산지원 강지성 당직판사는 살인 등의 혐의로 구속영장이 청구된 조성호에 대해 “도주 우려가 있다”며 영장을 발부했고 경찰은 공식적으로 피의자의 실명과 나이 등 나머지 신상정보를 언론 등을 통해 공개했다.
앞서 우발적으로 살해했다고 밝힌 조성호는 구속영장이 발부된 직후인 5월 8일 조사에서 피해자 최모 씨의 시신 오른 팔과 오른쪽 폐 등에예리한 흉기에 손상된 흔적과 오른쪽 엉덩이에서 깊이 5∼6cm 가량의 상처가 확인된 점에 대해 "사체를 훼손하기 전 (시신을) 토막내기 위해 실험을 했다"고 하면서 살인 후 집안에 있던 흉기로 사체 훼손이 가능한지를 확인하기 위해 사체 일부를 찌르거나 긋는 등의 실험을 했다고 하면서 "3월 말부터 최씨가 자신과 부모에 대해 '너 같은 새끼를 낳아준 부모는 너보다 더 심한 개새끼다. 청소도 안해놓고, 말도 안듣고, 너가 이러고 사는걸 보니 네 부모는 어떨지 뻔하다'는 비하발언을 심하게 하고 다음날 오전 0시 30분께 집에 들어온 최씨가 자신을 발로 차고, 욕설을 하는 등 행패를 부리자 분노를 품고 있다가 4월 12일 퇴근하면서 회사에서 망치를 가지고 나와 미리 망치를 준비해 집에 가져다 둔 뒤 살해할 생각을 갖고 최씨가 잠들때까지 30여분을 기다렸다가 코를 골기 시작하자 머리를 수차례 때려 계획적 범행을 저질렀다"고 했지만 당초 3월말에서 4월 초에 살해했다
고 진술한 것과 다르게 "20대 총선일인 4월 13일 새벽에 범행을 저질렀다"고 "범행 후 시신을 1평 남짓한 화장실에 보관한 채 13일을 지냈다. 시신을 눕힐 공간이 부족하자 다리를 벽에 얹어 놓고 그 옆에서 용변을 보거나 샤워를 하며 시신을 방치하다 이틀 뒤 의정부 본가에서 하루 자고 집에 돌아와 보니 시신이 부패하는 냄새로 악취가 나자 발각될 것을 우려해 17일부터 시신을 훼손하기로 마음먹었다 시신을 훼손하고 2주 뒤인 27일, 마대에 담아 대부도에 내다 버렸다"고 말을 바꿔 수사 사실을 전혀 몰랐다고 진술한 점 등 믿기 힘든 구석이 많고 조성호가 범행 후 범행장소를 벗어나지 않고 평소 즐겨보던 TV 영화를 보는 등 비정상적인 태도를 보인 것과 관하여 경찰은 "범죄심리분석관을 투입하는 한편 금융계좌와 통화 내역을 분석하고, 거짓말 탐지기 조사를 병행하면서 8일 오후 프로파일러를 투입해 조씨를 상대로 사이코패스 여부를 조사 중이다."고 밝혔다.
조성호는 5월 9일 경찰 조사에서  "피해자의 시신을 훼손하는 과정에서 장기 일부와 등 부위 피부조직을 떼어내 쓰레기봉투에 담아 버린 무게를 줄이기 위해 장기 일부와 등부위 피부 조직 등을 떼어내 피해자 옷과 함께 쓰레기봉투에 넣어 5월 20일부터 5월 22일 사이에 집 앞에 버리고 일부는 샤워장 하수구에 흘려보냈다"라고 진술했다. 이를 근거로 전문가들은 조성호가  충동적이면서 자기 감정을 극도토 표출하는 사이코패스가 아니라 평범하고 온순해 보이며 친절하나 목적을 위해서 수단과 방법을 안 가리는 비정함을 보인 소시오패스 일 가능성이 크다고 밝혔고 실제로 경찰의 범죄심리분석관이 조사한 결과, 조성호는 사이코패스는 아니며 정상적인 지능 수준인 것으로 파악했다.
2015년 11월부터 2016년 2월까지 조성호가 매니저 겸 배우로 활동했던 한 엔터테인먼트 업체의 대표 A씨는 "3년 전부터 알고 지내며 함께 생활하기까지서 했던" 조성호가 "바를 되게 좋아했었고 노는 분위기 좋아했어요. 사귀거나 호감 정도까진 아니더라도 아는 친오빠처럼 지냈어요."라고 말하면서 조성호가 시신을 유기한 안산 대부도는 이 업체의 주요 촬영장소였으며 범행 3개월 전인 2016년 1월쯤엔 이 회사에서 배우로 활동했던 직장 동료와 함께 지하철을 타고 함께 인천 쪽으로 이동하는 도중에, 무술 같은 것을 얘기하다가 "어떻게 하면 사람을 한 번에 죽일 수 있을까"라는 내용으로 얘기를 주고 받다가 "사람을 쉽게 살해하는 방법을 묻기도 했다"고 밝혔다. 또, 다른 직장 동료들은 조성호가 "계산적이고 계획한 것은 꼭 달성하고 마는 집요함까지 있다"고 하면서 "죄송합니다 하고 호송차에서 내려서 고개 숙이고 갈 때 있잖아요. 그 사람 미안하면 그 표정 안 지어요. 저희는 그 표정 알아요. 그 표정은 웃는 거예요."라고 말하는 직장동료들의 일관된 주장에서 우발적 행동이 아니라는 것이 드러나고 있지만 경찰은 범죄심리분석관까지 투입해 계획적 범행의 가능성을 진작에 의심하면서도 불구하고 이를 확인하기 위한 전 직장 동료 등 주변인 조사는 놓치고 있는 가운데 조성호의 입에만 매달려 추궁에 한계를 보이고 있다는 비판이 있다.
5월 10일  오전 8시40분께 이 사건 현장검증을 위해 안산단원경찰서를 나서던 조성호는 취재진에게 "부모욕을 듣고 우발적으로 저지른 일"이라고 다시 한번 강조하면서 "자수하려고도 했으나 겁이 많이 나 하지 않았다"고 덧붙였다. 시신을 훼손한 이유를 묻자 "4월17일 이후 시신에서 부패하는 냄새가 나기 시작해 유기하기로 마음먹고 혼자 들기가 너무 무거워서 사체 무게를 줄이기 위해 주방에 있던 흉기로 시신을 절단한 뒤 장기 일부와 살점 등을 떼어 내 장기는 하수구에 흘려보내고 살점은 쓰레기봉투에 담아 버렸다"고 말했으며 유족에 대해서는 "일이 이렇게 된 것에 대해 죄송하게 생각한다 계획적인 건 아니었다"고 재차 우발적 범행이었음을 주장한 직후 형사들에 이끌려 범행 장소인 인천 연수구의 한 빌라 원룸과 대부도로 이동, 오전 9시30분부터 10시20분까지 약 50분간에 걸쳐 최씨를 망치로 살해한 뒤 시신 허리부위를 절단하고 장기 일부를 떼어 버리는 등의 범행 전반을 재연한 현장검증을 비공개로 진행했다.
경찰은 조성호의 진술을 토대로 시신의 일부라도 수습하기 위하여 쓰레기 수거업체를 조사했으나 수거된 쓰레기가 당일 매립장에서 처리되는 탓에 이렇다 할 증거를 발견하진 못했고 심리분석 결과 정신병력이나 사이코패스 성향은 아니고 자존감이나 자신감은 낮지만 정상적인 지능 수준을 가진 것으로 조사됐다. 하지만 시신이 자신의 눈에 보이지 않자 사건이 끝난 것으로 생각하는 자기중심적 성향을 보이면서 "전체를 보지 못하고 부분적인 것에만 집중하는 사고의 특성이 보였으며, 문제해결 능력이 부족했다"고 밝혔다. 이어 "심리분석에서 조성호는 정신병력이나 사이코패스 성향은 없는 것으로 나왔지만 현상을 자의적으로 해석하고 제한적인 내용에만 주목해 일반화하는 등 '통찰력 부족'으로 판단된다"고 밝혔다.
경기 안산단원경찰서는 5월 13일 수사결과 공개 브리핑을 하고 조성호(30)를 살인, 사체훼손, 사체유기 등의 혐의를 적용해 검찰에 송치했다.